# Turaida

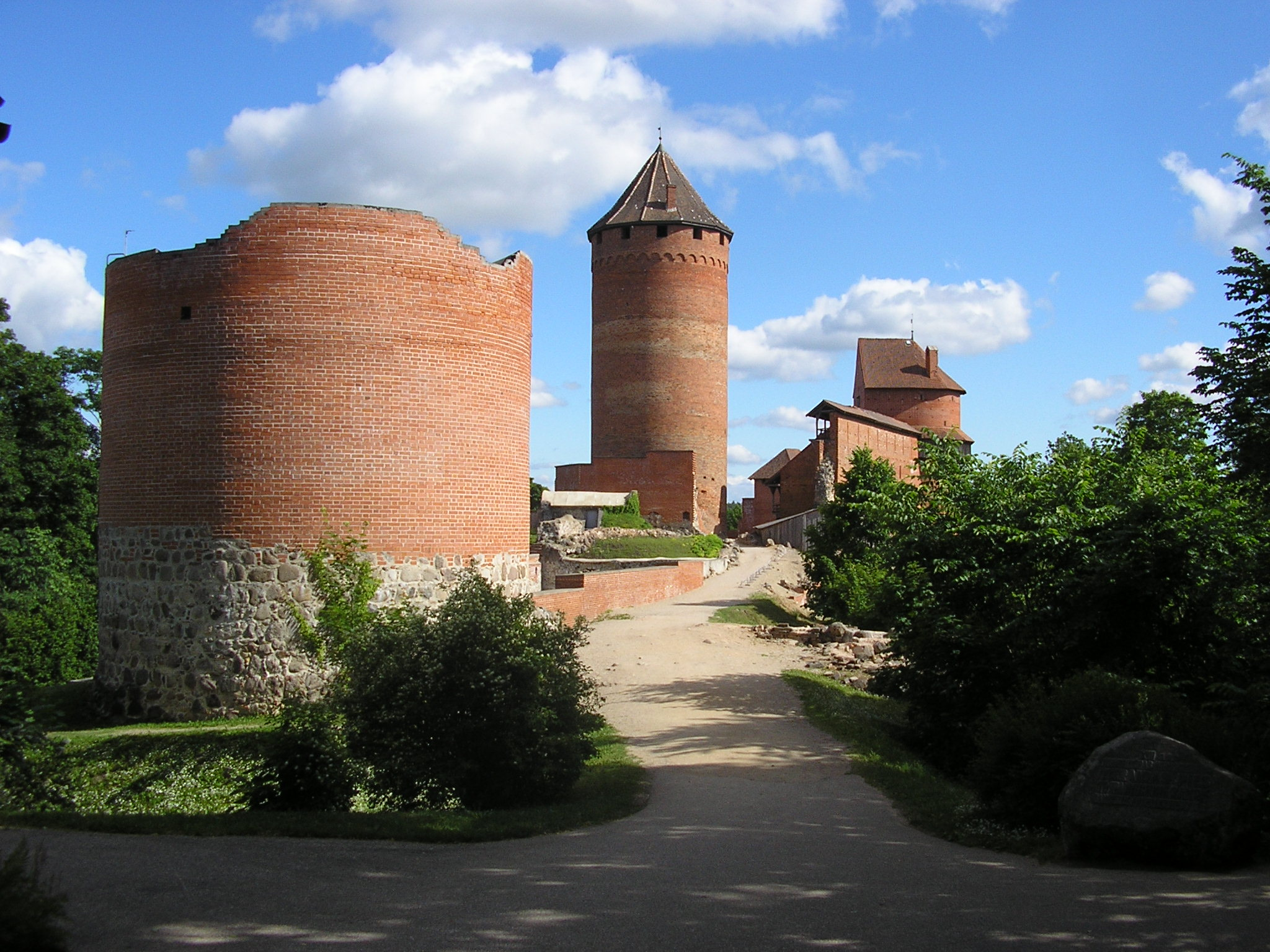
Pohled na hrad Turaida

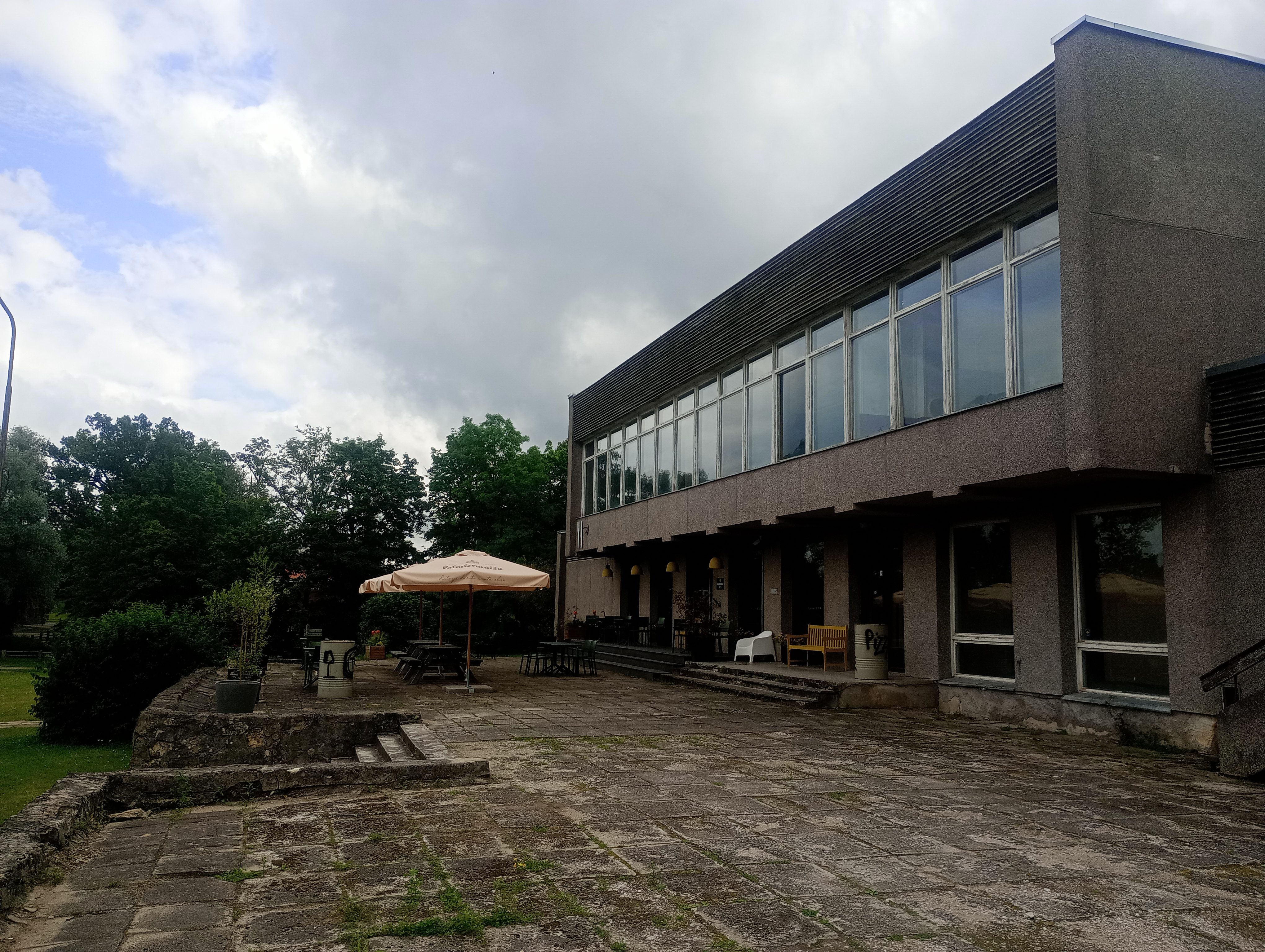
Pohostinství v Turaidě

Turaida (německy Treiden nebo Treyden, livonsky Toraid, což v livonštině znamená Thorova zahrada) je vesnice v Lotyšsku. Je součástí obce Sigulda ve Vidzemském regionu.
Vesnice se nachází v národním parku Gauja, v blízkosti řeky Gauji. V Turaidě se nachází velký cihlový hrad Turaida z 13. století, což je jedno z turisty nejnavštěvovanějších míst v Lotyšsku.
Počet obyvatel vesnice je zhruba 205. Rozloha vesnice je 1, 6 km².